# Чусовской, Николай Николаевич
Николай Николаевич Чусовской (10 мая 1910, Антоновка, ныне Нюрбинский улус — 26 июля 1977) — участник Великой Отечественной войны, командир батальона 172-го гвардейского стрелкового полка 57-й гвардейской стрелковой дивизии 8-й гвардейской армии 1-го Белорусского фронта, гвардии капитан. Герой Советского Союза (1945).

## Биография
Родился 10 мая 1910 года в селе Александровка  Нюрбинского улуса Якутии в семье охотника. Якут. Отец — Николай Егорович Чусовской, мать — Мария Яковлевна Чусовская.
Дети:
Чусовская Людмила Николаевна, 1941 г.р., в замужестве Петровская Л. Н., проживает в Калуге;
Чусовской Валерий Николаевич, 1948 г.р., проживает в Москве.
Внуки:
Петровская Вероника Збигневна, 1967 г.р.;
Петровский Марат Збигневич, 1971 г.р.
Правнук : Петровский Денис Маратович 1993 г.р.
Правнук: Петровский Геннадий Николаевич 1989 г.р.
Праправнук: Петровский Дамир Денисович 2022 г.р.
Чусовская Елена Александровна, 1974 г.р.;
Чусовская Ольга Валерьевна, 1979 г.р.

В Красной Армии с 1928 года. В 1927 году поступил в Якутскую советскую партийную школу, окончил её в 1928 году. В 1928—1929 обучался в Якутской военной школе по подготовке младшего командирского состава. После её окончания оставлен на сверхсрочную службу в должности младшего командира.
Член ВКП(б)/КПСС с 1931 года. С 1931 по 1935 годы учился в Омском военном пехотном училище. Проходил службу в Дальневосточном военном округе (Ворошиловский гарнизон). Летом 1938 старший лейтенант Чусовской в составе 120-го отдельного пулеметного батальона Гродековского укрепрайона принимал участие в боях у озера Хасан.

### Во время войны
Приказ о призыве на фронт был получен 25 февраля 1944 года.
Командир 3-го батальона 172-го гвардейского стрелкового полка (57-я гвардейская стрелковая дивизия, 8-я гвардейская армия, 1-й Белорусский фронт) гвардии майор Николай Чусовской отличился при штурме Зееловских высот (восточнее столицы Германии — Берлина).
18 апреля 1945 года при дальнейшем продвижении к Берлину, батальон Чусовского, выдвинувшись далеко вперёд, попал к вечеру в очень тяжёлое положение, оказавшись в полуокружении контратакующего противника. У бойцов подходил к концу боезапас. Дождавшись сумерек, воины батальона неожиданным налётом захватили склад боеприпасов противника, где были противотанковые гранаты и «фаустпатроны».
За умелое командование батальоном и проявленные при этом мужество и героизм Указом Президиума Верховного Совета СССР от 31 мая 1945 года гвардии капитану Чусовскому Николаю Николаевичу присвоено звание Героя Советского Союза с вручением ордена Ленина и медали «Золотая Звезда».

### Послужной список
- 1935—1937 — 78-й Казанский стрелковый полк 26-й Краснознамённой Сталинской дивизии 1 ОКА. Командир взвода, командир полуроты (город Ворошилов);
- 1938 — командир танкового взвода 120-го отдельного пулемётного батальона Гродековского укреплённого района 1 ОКА (село Гродокова);
- 1938 — командир танковой роты 77-го отдельного пулемётного батальона 120-го укреплённого района 1 ОКА;
- 1940 — помощник командира автотранспортной роты 39-го автомобильного полка 1 ОКА (город Ворошилов);
- 1941 — командир стрелковой роты мотострелкового полка Уссурийской танковой дивизии;
- 1941 — командир танковой роты 2-го танкового полка 2-й (Уссурийской) танковой дивизии;
- 1942 — заместитель командира стрелкового полка, заместитель командира стрелкового батальона 721-го стрелкового полка 205-й стрелковой дивизии;
- 1943 — Военный Совет Дальневосточного фронта;
- 1944 — Военный Совет 3-го Украинского фронта;
- 22.05.1944 — заместитель командира батальона 170-го стрелкового полка 57-й гвардейской стрелковой дивизии;
- 30.05.1945 — и. о. командира батальона 172-го стрелкового полка 57-й гвардейской стрелковой дивизии.

### После войны
С 1946 года гвардии майор запаса.
До 1949 года работал в Якутском областном комитете Всесоюзной коммунистической партии (большевиков).
В 1952 году окончил Хабаровскую Высшую партийную школу при ЦК ВКП(б), восстановлен на военной службе и до 1957 года проходил службу в Москве. Жил в Москве по адресу: улица Панфилова, 4.
Умер 26 июля 1977 года.
Похоронен в Якутске.

## Награды и звания
- Звание Герой Советского Союза (Указ Президиума Верховного Совета СССР от 31 мая 1945 года):
  - орден Ленина,
  - медаль «Золотая Звезда» № 6856;
- орден Красного Знамени (Указ Президиума Верховного Совета СССР от 30 декабря 1956 года);
- орден Отечественной войны II степени (приказ Военного совета 8-й гвардейской армии № 269/н от 27 августа 1944 года)[6];
- орден Красной Звезды (Указ Президиума Верховного Совета СССР от 3 ноября 1944 года);
- юбилейная медаль «За доблестный труд. В ознаменование 100-летия со дня рождения Владимира Ильича Ленина» (Указ Президиума Верховного Совета СССР от 5 ноября 1969 года);
- медаль «За победу над Германией в Великой Отечественной войне 1941-1945 гг.» (Указ Президиума Верховного Совета СССР от 9 мая 1945 года);
- медаль «За взятие Берлина» (Указ Президиума Верховного Совета СССР от 9 июня 1945 года);
- медаль «За освобождение Варшавы» (Указ Президиума Верховного Совета СССР от 9 июня 1945 года).

## Память
- 6 августа 1946 года решением исполнительного комитета Нюрбинского районного Совета депутатов трудящихся имя Н. Н. Чусовского было присвоено Куочайской начальной школе, где он учился, улице в городе Нюрба (бывшая Пролетарская) и колхозу «Коммунар».
- В 1977 году Совет Министров Якутской АССР своим постановлением разрешил Ленинскому (Нюрбинскому) райисполкому проводить ежегодный республиканский турнир по боксу на приз Н. Н. Чусовского. Было проведено 25 таких турниров.
- Имя Николая Чусовского носит теплоход типа «Москва» «Герой Советского Союза Н. Н. Чусовской», работающий на пассажирских линиях в Якутии.
- Руководство бывшего совхоза «Нюрбинский» в 1977 году учредило для передовых коневодов, механизаторов, животноводов премию имени Героя Советского Союза Чусовского Н. Н. с вручением значка с изображением Героя и денежных премий.
- Имя Героя носит новая современная школа посёлка Антоновка, одна из лучших в республике.
- В Нюрбе установлен памятный бюст, такой же бюст прославленного земляка поставлен на Аллее Героев на площади Победы в городе Якутске.